# Linda Teßmer
Linda Teßmer, auch Linda Tessmer, geborene Picard (* 15. Februar 1923 in Malente; † 1. Juni 1998 in Eutin), war eine deutsche Krimi- und Hörspielautorin.

## Leben
Ihre Eltern, Friedrich und Alwine Picard, waren Arbeiter. 1928 zog die kleine Familie von Malente in die ursprüngliche Heimat des Vaters nach Wuppertal-Elberfeld. Hier besuchte Linda Picard die Volksschule, wurde 1937 konfirmiert und nahm eine Stelle als Hilfsarbeiterin im Textilwerk Carl Friedrich an. 1938 wurde die Ehe ihrer Eltern geschieden. Ende selben Jahres starb der Vater. 1940 zog Linda Picard mit ihrer Mutter nach Kleinmachnow, wo sie sich als Nachwuchsautorin bei der Ufa-Filmkunst in Neubabelsberg beworben hatte. Kaum in Kleinmachnow eingetroffen, wurde Linda Picard für den Teltower Rüstungsbetrieb Heinrich List dienstverpflichtet. Zunächst als Montiererin, dann als Werkstattschreiberin und schließlich im Labor.
Nach der Einreichung ihres ersten Spielfilm-Drehbuchs, wurde sie 1943 vom Filmregisseur und damaligen Ufa-Produktionsleiter Wolfgang Liebeneiner ins Neubabelsberger Film-Studio geholt. Von 1945 bis 1950 schlug sie sich als Haushaltshilfe, Strickerin und Erntehelferin durchs Leben. Danach mit Unterstützung ihr bekannter Regisseure als Kleindarstellerin in Filmen der Filmgesellschaften Cordial- und Comedia-Film-Gesellschaft in West-Berlin.
1950 lernte Linda Picard ihren späteren Ehemann Adolf Reinhold Teßmer (1908–1971) kennen und zog mit ihrer Mutter zu ihm nach Marwitz. Am 22. Oktober 1954 heiratete das Paar. Linda Teßmer hatte Haus, Garten sowie die kranke Mutter zu versorgen, welche 1966 starb. Nachdem 1971 auch ihr zuletzt als Produktionsleiter beim Wohnungsbaukombinat tätiger Ehemann verstorben war, verkaufte Linda Teßmer das Haus in Marwitz und zog im Oktober 1972 in eine Zweizimmer-Neubauwohnung in Hennigsdorf, Kirchstraße 8, wo sie fortan ausschließlich für ihre schriftstellerische Arbeit lebte, die sie 1968 wieder aktiviert hatte.
Hier schrieb die Autorin bis Anfang der 1980er Jahre zahlreiche Blaulicht-Erzählungen, die in der Deutschen Demokratischen Republik als Heftromane im Verlag Das Neue Berlin erschienen. Die Blaulicht-Erzählungen veröffentlichte sie anfangs bis 1976 unter dem ihrem Mädchennamen angelehnten Pseudonym Leon Picard. Die Blaulicht-Erzählungen, die zwischen 1976 und 1984 erschienen, wurden unter ihrem Namen Linda Tessmer veröffentlicht. Linda Teßmer, die einen ausgeprägten Sinn für skurrile Kriminalfälle hatte, veröffentlichte solche Geschichten auch in der Wochenpost.
Außerdem verfasste sie Hörspiele, hauptsächlich Kriminalhörspiele, die dramaturgisch von Hans Bräunlich betreut und vom Rundfunk der DDR gesendet wurden. Teilweise basierten die Hörspiele auf den literarischen Vorlagen. Mehrfach verwendete sie ihre literarischen Stoffe sowohl für einen Heftroman als auch für ein Kriminalhörspiel. Sie war auch die Autorin der zwölfteiligen unterhaltenden Hörspielserie Gemeindeschwester Erika (1982), Dramaturgie: Hans Kubisch, Regie: Klaus Zippel, u. a. mit Dagmar Dempe und Gertrud Brendler als Sprecherinnen der Hauptrollen. Das Fernsehen der DDR plante eine Verfilmung der Geschichten und hatte der Autorin die entsprechenden Exposés vergütet, aber durch ihre Übersiedlung wurde das Projekt nicht weiterverfolgt. 
Mit Erreichung des DDR-Rentenalters für Frauen (60 Jahre) stellte Linda Teßmer – ihre monatliche Rente betrug 598,10 Mark – im Oktober 1983 den Antrag auf Entlassung aus der DDR-Staatsbürgerschaft und Übersiedlung in die Bundesrepublik. Der legale Verzug erfolgte am 18. Januar 1984 und führte sie zunächst zu einer Bekannten nach Aichach. Im Juni/Juli 1984 folgte der Verlag Das Neue Berlin Linda Teßmers Anträgen und gab ihr sämtliche Rechte an ihren Veröffentlichungen in der Blaulicht-Reihe an sie zurück.
Ab 1985 lebte Linda Teßmer wieder in ihrer holsteinischen Heimat in Bad Malente-Gremsmühlen in der Rosenstraße 21. Nach der Übersiedlung fand Linda Teßmer für ihre schriftstellerische Tätigkeit keine Veröffentlichungsmöglichkeiten mehr. Ein von ihr begonnener Gesellschaftsroman mit dem Titel Weiße Neger, an dem der Rowohlt Verlag Interesse gezeigt hatte, konnte durch Krankheit und Tod bedingt nicht vollendet werden.
Die Bestattung in einer anonymen Grabstätte erfolgte auf dem Evangelischen Waldfriedhof Malente.

## Werke

### Kriminalerzählungen als Leon Picard
- Zwischen neun und zehn. (Blaulicht 101). Berlin. Das Neue Berlin, 1969.
- Zwischen Abend und Morgen. (Blaulicht 131). Berlin. Das Neue Berlin, 1971.
- Überfall in Bärenau. (Blaulicht 135). Berlin. Das Neue Berlin, 1972.
- Der Tote im Dornbusch. (Blaulicht 148). Berlin. Das Neue Berlin, 1973.
- Am schwarzen Mann. (Blaulicht 168). Berlin. Das Neue Berlin, 1976.

### Kriminalerzählungen als Linda Tessmer
- Iltisfang 19. (Blaulicht 172). Berlin. Das Neue Berlin, 1976.
- Gefährlicher Job. (Blaulicht 180). Berlin. Das Neue Berlin, 1977.
- Der letzte Besuch. (Blaulicht 196). Berlin. Das Neue Berlin, 1979.
- Das Alibi bin ich. (Blaulicht 200). Berlin. Das Neue Berlin, 1980.
- Ein Toter zuviel. (Blaulicht 205). Berlin. Das Neue Berlin, 1980.
- Lepinal. (Blaulicht 207). Berlin. Das Neue Berlin, 1980.
- 20 Uhr Erlenpark. (Blaulicht 227). Berlin. Das Neue Berlin, 1983.
- War es Mord?. (Blaulicht 232). Berlin. Das Neue Berlin, 1984.

### Hörspiele
- 1973: Am schwarzen Mann, Regie: Joachim Staritz, (Rundfunk der DDR)
- 1975: Der Fall Tina Bergemann. Regie: Hannelore Solter, (Rundfunk der DDR)
- 1976: Kennzeichen: Rosa Nelke, Regie: Fritz Göhler, (Rundfunk der DDR)
- 1976: Das Handicap, Regie: Klaus Zippel, (Rundfunk der DDR)
- 1977: Gefährlicher Job. Regie: Wolfgang Brunecker, (Rundfunk der DDR)
- 1978: Das Alibi bin ich. Regie: Horst Liepach, (Rundfunk der DDR)
- 1978: Der Überfall, Regie: Ingo Langberg, (Rundfunk der DDR)
- 1981: Der letzte Besucher. Regie: Werner Grunow, (Rundfunk der DDR)
- 1981: Ein Toter zuviel. Regie: Günter Bormann, (Rundfunk der DDR)
- 1982: Gemeindeschwester Erika, Hörspiel-Serie in 12 Folgen, Regie: Klaus Zippel,  (Rundfunk der DDR)
- 1982: Gesucht wird Heiko, Regie: Detlef Kurzweg, (Rundfunk der DDR)
- 1983: Einundzwanzig Uhr Erlenpark, Regie: Fritz-Ernst Fechner, (Rundfunk der DDR)
- 1983: Indra Sing, Regie: Detlef Kurzweg, (Rundfunk der DDR)